# آیون اکتون
آیون اکتون (به انگلیسی: Iron Acton) یک روستا و محله مدنی در بریتانیا است که در South Gloucestershire واقع شده‌است. آیون اکتون ۱٬۳۴۶ نفر جمعیت دارد.